# Rose Nabinger

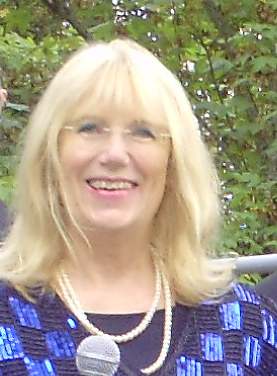
Rose Nabinger 2009

Rose Nabinger, född 23 oktober 1958 i Frankfurt am Main, Tyskland, är en tysk jazzsångerska och fackligt engagerad för yrkesmusiker i Tyskland. Nabinger sjunger mest traditionell jazz och uppträder för det mesta med bandet Kreisjazzwerkerschaft und Rose Nabinger. Rose Nabinger är gift och har en son.
Rose Nabinger sjöng redan som ung på US-amerikanska klubbar i Frankfurt och omgivning. Hon studerade i Heidelberg och Marburg. Sedan dess bor hon i Marburg. Hon ger konserter och deltar i festivaler i Tyskland och övriga Europa.
Hon har skrivit tyska tolkningar av flera jazzstandards. Hon skrev texten Sankt Elisabeth till musiken av Christian Bruhn.
Fram till 2001 var hon det tyska ombudet i Working Group Jazz i Féderation Internationale des Musiciens, Paris.
2001 till 2004 var hon utnämnd av arbetsminister Walter Riester som ombud för yrkesmusikerna i Tyskland till avdelningen musik i konstnärsförsäkringskassan. I januari 2005 blev hon utnämnd för ytterligare 4 år, den här gången av minister Ulla Schmidt. Hennes utnämning föreslogs av medlemmarna i Union Deutscher Jazzmusiker.
Fackföreningen (Ver.di) Vereinte Dienstleistungsgewerkschaft, Berlin, valde Rose Nabinger i oktober 2003 till vice ordförande i kommissionen frilans och egna företagare.